# FC Seraing (9310)
FC Seraing was een Belgische voetbalclub uit Seraing die bestond van 1996 tot 2008. De club was aangesloten bij de KBVB met stamnummer 9310 en heeft rood-zwart als kleuren.
Het is niet dezelfde club als RFC Seraing, die midden jaren 90 fusioneerde met Standard Luik en ophield te bestaan, en ook niet als FC Sérésien.

## Geschiedenis
Kort na het verdwijnen van het oude RFC Seraing verhuisde de naburige club RFC Bressoux naar Seraing. Die club werd omgedoopt tot Seraing RUL, werkte zich op naar Derde Klasse en nam in 2006 de klassieke naam FC Sérésien aan. Deze club wordt in de Vlaamse pers vaak gewoon FC Seraing genoemd.
Een nieuwe club werd eveneens opgericht en deze sloot zich als FC La Débrouille Seraing aan bij de Belgische Voetbalbond. De club kreeg stamnummer 9310 en ging van start in de laagste provinciale reeksen. Ook deze jonge club kon zich opwerken. In 2005 wijzigde de club zijn naam naar FC Seraing. In 2005/06 werd de ploeg kampioen in zijn reeks in Tweede Provinciale, en promoveerde zo naar het hoogste provinciale niveau. In 2008 werd de club kampioen en promoveerde zo voor het eerst naar de nationale reeksen.
De club werd aanvankelijk ingedeeld in reeks D bij andere Waalse clubs, maar door het faillissement van Verbroedering Geel moest er een plaats opgevuld worden in reeks C en Seraing was het slachtoffer. De club protesteerde en speelde de eerste twee competitiewedstrijden niet, maar moest zich uiteindelijk toch bij het verdict neerleggen. Door het feit dat er tegen voornamelijk clubs uit Limburg en Antwerpen gespeeld moest worden kwamen er minder supporters en ook de prestaties waren navenant. Net voor de winterstop had de club slechts één punt gesprokkeld. Er werd gedacht aan een fusie met derdeklasser RFC Sérésien, en uiteindelijk gaf men forfait voor de terugronde van de competitie.